# 山原麗華
山原 麗華（やまはら れいか、1989年3月2日 - ）は、日本のアコーディオン奏者、ラジオパーソナリティである。

## 経歴
父親の影響で音楽に触れる機会の多い家庭で育ち、父親も趣味でアコーディオンを演奏していた。幼少期から歌手を志していたが、中学生のときにオーディションで最終まで進んで落選したためにいったん諦める。沖縄県立那覇高等学校、東京女子体育大学体育学部体育学科卒業。
大学卒業後に勤務した介護施設に、東日本大震災の被災者が入所してきたことをきっかけにアコーディオンを始める。沖縄各地で昭和歌謡を演奏して回っていたところテレビの取材を受けるようになり、口コミで評判が広まってラジオ沖縄でパーソナリティを担当するようになる。